# Centro de Formación Técnica UV
El Centro de Formación Técnica de la Universidad de Valparaíso, o CFT UV, fue un centro de formación técnica dependiente de la Universidad de Valparaíso y miembro de la Red CFT CRUCH. Estaba orientado a formar Técnicos de Nivel Superior en diversas áreas del conocimiento y la técnica, y a capacitar a trabajadores mediante Diplomados, Cursos y Seminarios. Se encontraba asentado en dos campus en la ciudad de Viña del Mar, que sumaban 4 238 metros cuadrados construidos.
Fue socio activo de distintas Asociaciones Gremiales de la Región, entre las que destacan ASIVA y la Cámara Regional del Comercio, la Producción y el Turismo, y de ALOG CHile a nivel nacional (Santiago), con la finalidad de estar permanentemente interiorizado de las necesidades y requerimientos del sector productivo, que permitieran innovar y fortalecer sus programas de estudios con el fin de lograr mayor pertinencia en su quehacer institucional y aporte responsable a la empleabilidad futura de sus egresados y su entorno.
Se encontraba acreditado por la Comisión Nacional de Acreditación (CNA-Chile) por un período de tres años (de un máximo de siete), desde agosto de 2017 hasta agosto de 2020.

## Historia
Fue fundado por la Universidad de Valparaíso en el año 2000 bajo el nombre de Eugenio González Rojas, abriendo sus puertas a la comunidad tres años más tarde con la carrera de TNS en Enfermería. Al año siguiente abrió Contabilidad General. En 2005 cambió su nombre a CFT UValpo, y años más tarde a CFT UV.
Actualmente, cuenta con doce programas de Técnico Nivel Superior en su casa central de Viña del Mar, todas con duración de cinco semestres. A ello se suma el Área de Capacitación y Formación Continua, destinada a capacitar a trabajadores de empresas e instituciones públicas, a través de su organismo de capacitación, el cual se encuentra certificado por la Norma ISO 9001 y la Norma Chilena de calidad, NCh 2728, ambas en su nueva versión 2015. Estos cursos y diplomados se complementan con una oferta de cursos de oficio y empleabilidad, dirigido a personas que no poseen un título o desean certificar un oficio.
En noviembre del año 2012, CFT UV alcanzó la plena autonomía de manos del Consejo Nacional de Educación, hito legal que permitió a la institución presentarse al proceso de Acreditación Institucional ante la Comisión Nacional de Acreditación (CNA-Chile). Este mismo año, la institución pasó de ser una Sociedad Anónima a una Sociedad por Acciones, cuyo 100% de capital accionario quedó en manos de la Universidad de Valparaíso. El cambio se orientó en la intención de la Universidad de preparar a la institución para el cambio de estructura jurídica a una sin fines de lucro, lo que se concretó una vez que se aprobó la Ley 20.980 del año 2017 que permitía dicha transformación. 
Desde enero de 2018, CFT UV era una Corporación de Derecho Privado sin fines de lucro, cuyo sostenedor seguía siendo la Universidad de Valparaíso.
En 2020, debido a la baja sostenida de matriculados, la no obtención de nuevas acreditaciones que le permitieran acceder a gratuidad, además de la creación del CFT Estatal de Valparaíso, se decidió su cierre.

## Autoridades centrales

### Directorio
- Presidente: Sr. Aldo Valle Acevedo, Rector Universidad de Valparaíso
- Vicepresidente: Sr. Cristian Calvetti Haller, Gerente de Asuntos Corporativos de Empresa Puerto Valparaíso (EPV).
- Director: Antonio Peñafiel Escudero, Director General Económico de la Universidad de Valparaíso.
- Director: Juan Pablo Jaña Núñez, Jefe de Gabinete Rectoría Universidad de Valparaíso.
- Director: Ricardo Saavedra Alvarado, Presidente Fundación Escuela de Derecho Universidad de Valparaíso.

- Director Ejecutivo CFT UV: Sr. Luis Villarroel Ganga.

## Organización

### Carreras Técnicas de Nivel Superior
- Técnico de Nivel Superior en Enfermería.
- Administración Jurídica.
- Contabilidad Financiera (articulada con la carrera de Auditoría de la Universidad de Valparaíso).
- Secretariado Ejecutivo Gerencial.
- Gestión Pública (articulada con la carrera de Administración Pública de la Universidad de Valparaíso).
- Cocina Internacional (carrera impartida en alianza y articulada con la carrera de Administración Hotelera y Gastronómica de la Universidad de Valparaíso).
- Administración de Empresas, Menciones "Gestión Financiera", "Gestión de Recursos Humanos" y "Control de Gestión" (articulada con la carrera de Ingeniería Comercial de la Universidad de Valparaíso).

La mención Control de Gestión, también se encuentra articulada con la carrera de Ingeniería en Información y Control de Gestión de la Universidad de Valparaíso.
- Logística (carrera articulada con Ingeniería Civil Industrial de la Universidad de Valparaíso).
- Comercio Exterior (carrera articulada con Ingeniería en Comercio Internacional de la Universidad de Valparaíso).
- Prevención de Riesgos (carrera articulada con Ingeniería de Ejecución en Prevención de Riesgos de la Universidad Técnica Federico Santa María, sede José Miguel Carrera).
- Electricidad.

### Área Capacitación y Formación continua
- Escuela de Oficios
  - Formación en Corretaje de Propiedades y Nociones de Tasación
  - Administración de Edificios y Condominios
  - Formación Básica para Asistente de Inspectoría
  - Cuidador del Adulto Mayor
  - Gestión y Producción de Eventos
  - Guía Turístico Cultural
  - Administración y Gestión para PYMES

- Diplomados Ejecutivos
  - Gestión de Recursos Humanos por Competencias Laborales.
  - Gestión Pública (En línea).
  - Gestión Logística Aplicada.
  - Arsenalería Quirúrgica (Campo Clínico en Convenio: Hospital Dr. Gustavo Fricke de Viña del Mar)
  - Mediación, Género y Diversidad Cultural.
  - Formación en Mediación Familiar.
  - Reforma Tributaria.
  - Terapias complementarias e integrativas.
  - Control de Gestión
  - Gestión de la Calidad (Modalidad b-learning).
  - Coaching para Gestión Estratégica y Creativa.
  - Facebook Ads y Google Analytics

- Cursos de Capacitación (Con Código SENCE)
  - Listado de Cursos de Capacitación SENCE Archivado el 29 de octubre de 2013 en Wayback Machine.

- Cursos para el Adulto Mayor